# André Prévost (compositeur)
Pour les articles homonymes, voir André Prévost et Prévost.
André Prévost, (OC), né à Hawkesbury, en Ontario le 30 juillet 1934, décédé à Montréal le 27 janvier 2001,  est un compositeur et professeur de musique canadien.

## Biographie
Prévost a été formé au Conservatoire de musique de Montréal où il fut l'élève d'Isabelle Delorme, Jean Papineau-Couture, et Clermont Pépin. Après l'obtention de son diplôme, il a reçu des subventions du Conseil des arts du Canada et du  gouvernement du Québec qui lui ont permis d'étudier avec Olivier Messiaen et Henri Dutilleux à Paris. En 1963, il a remporté le Prix d'Europe, une récompense qui lui a donné l'occasion d'étudier la musique électroacoustique avec Michel Philippot.
Pendant les années 1960 Prévost a enseigné au Centre de musique de Tanglewood avec d’autres  membres du corps professoral tels Aaron Copland, Zoltán Kodály, Gunther Schuller et Elliott Carter. En avril 1967, accompagné de Michèle Lalonde, il a présenté l’oratorio, adapté de l'œuvre d'Antoine de Saint-Exupéry Terre des hommes, Place des arts, lors des cérémonies d'ouverture de l'Exposition universelle de 1967 à Montréal, en présence des délégations officielles des pays participants. À partir de l'automne 1965 jusqu'à sa retraite en 1996, il a été professeur de composition à la faculté de musique de l'Université de Montréal. Parmi ses élèves notables figurent les compositeurs José Evangelista, Denis Gougeon, Anne Lauber, José Manuel Montañés, et Michel Longtin.
Il a reçu la Médaille canadienne du Conseil de la musique en 1977, et en 1985, il a été nommé Officier de l'Ordre du Canada. Il a également reçu le «Trophée de la musique de concert" de l'Organisation de droits d'exécution du Canada.
En janvier 1990, la SRC diffusa « Menuhin - Prévost, une aventure créatrice », documentaire réalisé par James Dormeyer, qui retraçait l'élaboration de la Cantate pour cordes (1987), de sa conception à son exécution en concert à la salle Claude-Champagne (Montréal) sous la direction de Yehudi Menuhin. Prix Italia, octobre 1990.

## Œuvres principales
- Variations pour orgue (1956)
- Quatuor à cordes n° 1 (1958)
- Mobiles pour flûte, violon, alto et violoncelle (1960)
- Scherzo pour orchestre à cordes (1960)
- Poème de l’Infini pour orchestre (1960)
- Sonate pour violon et piano (1961)
- Quatre préludes pour 2 pianos (1961)
- Sonate, pour violoncelle et piano (1962)
- Triptyque pour hautbois (ou violon), flûte et piano (1962)
- Fantasmes[5] pour orchestre (1963)
- Pyknon pour violon et orchestre (1966)
- Terre des hommes, oratorio adapté de l'œuvre de Saint-Exupéry par Michèle Lalonde, présenté à la Place des Arts lors des cérémonies d'ouverture de l'Exposition universelle de 1967 à Montréal, en avril 1967.
- Évanescence [6] pour orchestre (1970)
- Missa de profundis pour chœur et orgue (1973)
- Improvisation III pour alto seul (1976)
- Improvisation IV pour piano (1976)
- Variations en passacaille pour orgue (1984)
- Sonate n° 2, violoncelle et piano (1985)
- Cantate pour cordes (1987), commande de Yehudi Menuhin et de l'Orchestre de chambre Lysy de Gstaad
- Concerto pour hautbois et orchestre (1992-93)
- Concerto pour violon et orchestre (1998)